# قرة جم
قرة جم وهي قرية تتبع مدينة الدبس وتقع في محافظة كركوك شمال العراق.